# Deutzia silvestrii
Deutzia silvestrii är en hortensiaväxtart som beskrevs av Renato Pampanini. Deutzia silvestrii ingår i släktet deutzior, och familjen hortensiaväxter. Inga underarter finns listade i Catalogue of Life.